# 宇遠内駅

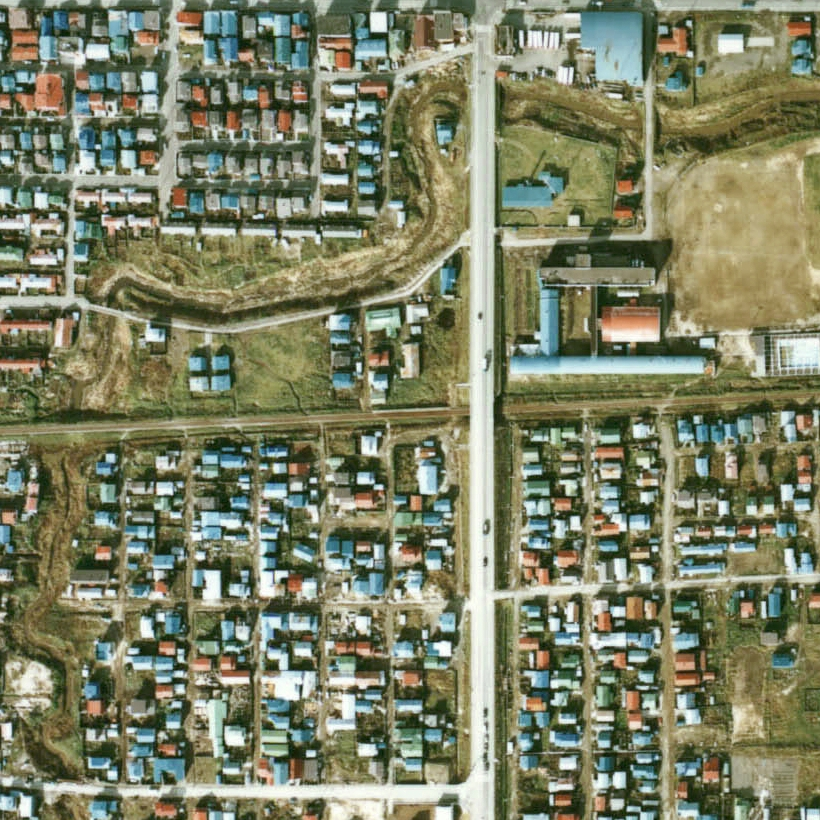
1977年の宇遠内仮乗降場と周囲約500m範囲。左が南稚内方面。稚内市街地内の駅で、仮乗降場にしては長いホームを持つ。周囲に待合室は見当たらない。付近は各路地から線路を横切る小道が多く目立つ。上に流れるのが改修前のウエンナイ川。

宇遠内駅（うえんないえき）は、北海道（宗谷支庁）稚内市潮見4丁目にかつて存在した、北海道旅客鉄道（JR北海道）天北線の駅（廃駅）である。天北線の廃線に伴い、1989年（平成元年）5月1日に廃駅となった。

## 歴史
1955年（昭和30年）に行われた当地付近（富岡地区）への稚内商業高校（→稚内商工高校を経て現在は稚内高校へ統合、現在は稚内大谷高校校舎）の移転、付近への住宅・商店の進出に伴い設置された。

### 年表
- 1955年（昭和30年）12月2日：日本国有鉄道（国鉄）北見線の宇遠内仮乗降場（局設定）として開業[1]。
  - 当初は駅付近で交差する国道40号踏切の声問駅寄りに設置された。
- 1961年（昭和36年）4月1日：路線名を天北線に改称、それに伴い同線の仮乗降場となる。
- 1964年（昭和39年）：同年の国道40号跨線橋完成に伴い、跨線橋の南稚内駅寄りに移転[2]。
  - なお、前年に稚内高校も当駅付近（栄地区）へ移転している[2]。
- 1987年（昭和62年）4月1日：国鉄分割民営化により、北海道旅客鉄道（JR北海道）の駅となると共に駅に昇格、宇遠内駅となる[1]。
- 1989年（平成元年）5月1日：天北線の全線廃止に伴い、廃駅となる[1]。

### 駅名の由来
現在のウエンナイ川のアイヌ語名、「ウェンナイ（悪い・川）」より。道内諸地の同様の地名と同様、何が悪いのかは忘れられているが、アイヌ語研究者の永田方正は「赤水にして魚上らず」と、水が悪かったらしいことを記している。

## 駅構造
廃止時点で、1面1線の単式ホームと線路を有する地上駅であった。ホームは、線路の北側（南稚内方面に向かって右手側）に存在した。南稚内方（西側）にスロープを有し、道路に連絡していた。
仮乗降場に出自を持つ無人駅となっており、駅舎は存在しなかったが傍らに待合室と思われるプレハブ小屋が有った。

## 駅周辺
- 国道40号（稚内国道）[5]
- 国道238号（宗谷国道）[5]
- 宗谷総合振興局（旧宗谷支庁）
- 北海道稚内高等学校
- 稚内大谷高等学校（旧北海道稚内商工高等学校校舎）
- 稚内市立稚内東中学校
- 稚内市立稚内東小学校
- ウエンナイ川
- 宗谷バス本社・稚内営業所、潮見待合所・「潮見5丁目」停留所

## 駅跡
当駅付近の廃線跡は稚内市道の「天北通」に転用され、2001年（平成13年）時点では跡形も無く、2010年（平成22年）時点でも同様であった。

## 隣の駅
北海道旅客鉄道
天北線
声問駅 - 宇遠内駅 - 南稚内駅